# Liste des U-Boote de l'Autriche-Hongrie
La flotte des U-Boote (sous-marins) austro-hongrois durant la Première Guerre mondiale se composait principalement d'unités construites par les Allemands et transportées par chemin de fer des chantiers navals du nord de l'Allemagne vers les ports autrichiens sur la mer Adriatique
Ils ont servi pendant la guerre contre les navires italiens, français et britanniques dans la mer Méditerranée, avec un certain succès, perdant huit des vingt-huit bateaux en service. Après la fin de la guerre en 1918 tous les sous-marins autrichiens ont été remis aux puissances de l'Entente, qui a disposé d'eux individuellement. Comme l'Autriche et la Hongrie sont devenues des pays enclavés, sans façade maritime, au lendemain de la guerre, aucun autre sous-marin autrichien ou hongrois (ou d'autres navires de guerre) n'a été commandé depuis.
Dans certaines sources, les sous-marins austro-hongrois sont référencés avec des nombres romains comme un moyen de les distinguer des sous-marins allemands avec des chiffres similaires, mais la marine austro-hongroise s’est servi de chiffres arabes.
Il y a des lacunes dans la numérotation pour plusieurs raisons. Une série de sous-marins austro-hongrois en construction en Allemagne ont été vendus et mis en service dans la Marine impériale allemande. Dans d'autres cas, les sous-marins en service dans la Marine impériale allemande ont été affectés temporairement dans la marine austro-hongroise en utilisant des numérotations austro-hongroises ; ils opéraient en Méditerranée. Une dernière raison, dans le cas de la non-affectation du pennant number U-13, a été la superstition du nombre 13.

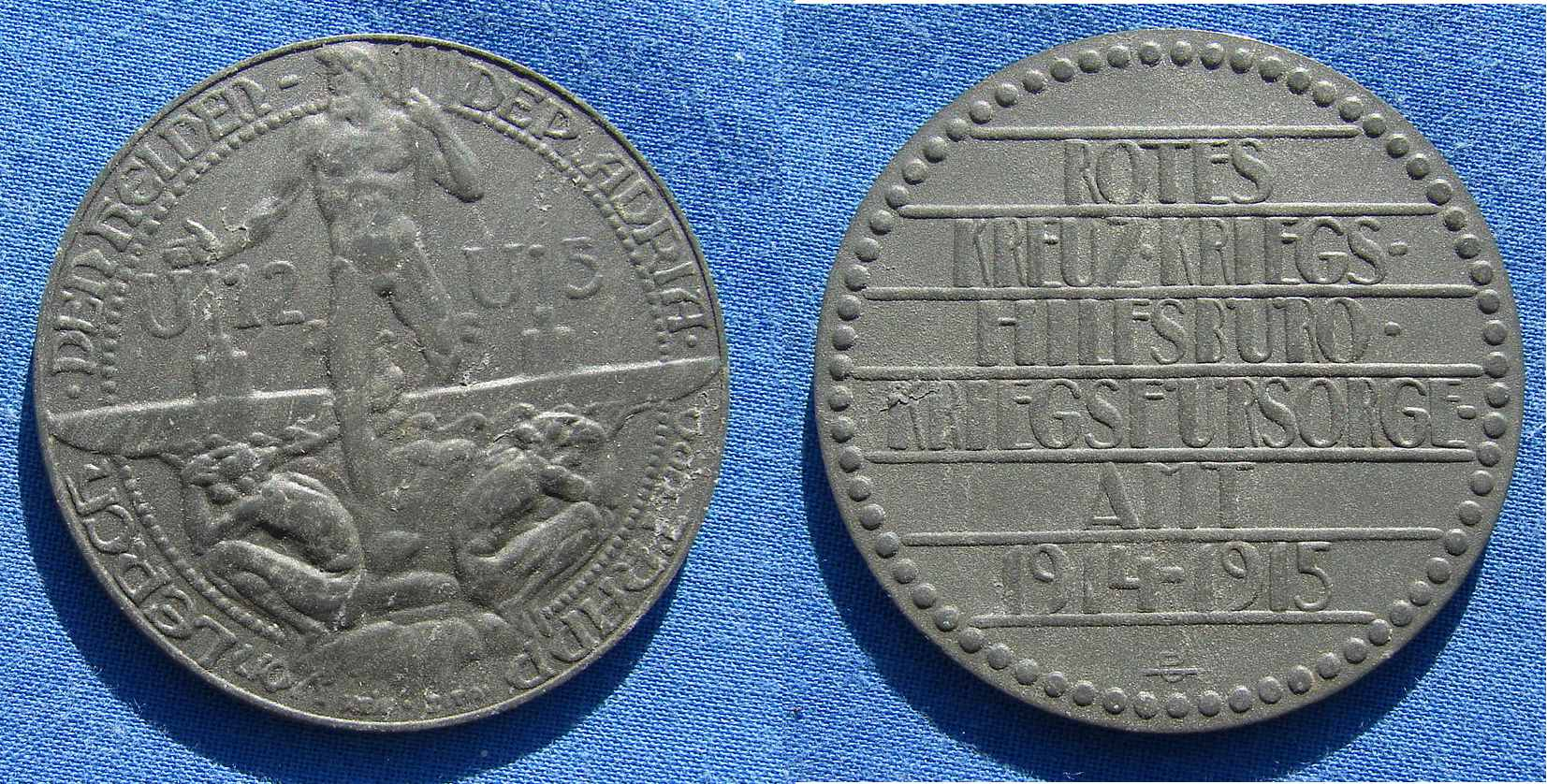
Médaille de la Croix-Rouge autrichienne de la Première Guerre mondiale (1915) représentant l’U-5 et l’U-12

## U-Boote austro-hongrois

### U-Boote commandés
| U-boot       | Classe           | Lancement         | Mise en service    | Fait                                                 | Notes                                                       |
| ------------ | ---------------- | ----------------- | ------------------ | ---------------------------------------------------- | ----------------------------------------------------------- |
| SM U-1 (en)  | Classe U-1 (en)  | 2 octobre 1909    | 15 avril 1911      | Pris par l'Italie en 1918, démoli en 1920            |                                                             |
| SM U-2 (en)  | Classe U-1 (en)  | 3 avril 1909      | 22 mai 1911        | Pris par l'Italie en 1918, démoli en 1920            |                                                             |
| SM U-3 (en)  | Classe U-3 (en)  | 8 août 1908       | 12 septembre 1909  | Coulé le 13 août 1915                                |                                                             |
| SM U-4 (en)  | Classe U-3 (en)  | 20 novembre 1908  | 29 août 1909       | Pris par l'Italie en 1918, démoli en 1920            |                                                             |
| SM U-5 (en)  | Classe U-5 (en)  | 10 février 1909   | 1er avril 1910     | Pris par l'Italie en 1918, démoli en 1920            |                                                             |
| SM U-6 (en)  | Classe U-5 (en)  | 12 juin 1909      | 1er juillet 1910   | Sabordé le 13 mai 1916                               |                                                             |
| U-10         | Classe U-10 (en) | 29 janvier 1915   | 12 juillet 1915    | Démoli en 1918, miné le 9 juillet 1919               | ex-UB-1 allemand                                            |
| SM U-11      | Classe U-10 (en) | 4 avril 1915      | 20 juin 1915       | Pris par l'Italie en 1918, démoli en 1920            | Anciennement l’allemand SM UB-15                            |
| SM U-12 (en) | Classe U-5 (en)  | 14 mars 1911      | 21 août 1914       | Coulé le 12 août 1916                                | Renfloué mais démoli à la fin de 1916                       |
| SM U-14      | Classe U-14 (en) | 18 juillet 1912   | 1er juin 1915      | Pris par l'Italie en 1918, remis à la France en 1919 | Devient le sous-marin français Curie (Q 87), démoli en 1929 |
| SM U-15      | Classe U-10 (en) | Avril 1915        | 6 octobre 1915     | Pris par l'Italie en 1918, démoli en 1920            |                                                             |
| SM U-16      | Classe U-10 (en) | 26 avril 1915     | 6 octobre 1915     | Coulé                                                |                                                             |
| SM U-17      | Classe U-10 (en) | 21 avril 1915     | 6 octobre 1915     | Pris par l'Italie en 1918, démoli en 1920            |                                                             |
| SM U-20 (en) | Classe U-20 (en) | 18 septembre 1916 | 20 octobre 1917    | Coulé                                                | Coque renflouée en 1962 : kiosque exposé à Vienne           |
| SM U-21 (en) | Classe U-20 (en) | 15 août 1916      | 15 août 1917       | Pris par l'Italie en 1918, démoli en 1920            |                                                             |
| SM U-22 (en) | Classe U-20 (en) | 27 janvier 1917   | 23 novembre 1917   | Pris par l'Italie en 1918, démoli en 1920            |                                                             |
| SM U-23 (en) | Classe U-20 (en) | 5 janvier 1917    | 1er septembre 1917 | Coulé le 21 février 1918                             |                                                             |
| SM U-27 (en) | Classe U-27 (en) | 19 octobre 1916   | 24 février 1917    | Pris par l'Italie en 1918, démoli en 1920            |                                                             |
| SM U-28 (en) | Classe U-27 (en) | 8 janvier 1917    | 26 mai 1917        | Pris par l'Italie en 1918, démoli en 1920            |                                                             |
| SM U-29 (en) | Classe U-27 (en) | 21 octobre 1916   | 21 janvier 1917    | Pris par l'Italie en 1918, démoli en 1920            |                                                             |
| SM U-30 (en) | Classe U-27 (en) | 27 décembre 1916  | 17 février 1917    | Porté disparu après le 31 mars 1917                  |                                                             |
| SM U-31 (en) | Classe U-27 (en) | 28 mars 1917      | 24 avril 1917      | Pris par l'Italie en 1918, démoli en 1920            |                                                             |
| SM U-32 (en) | Classe U-27 (en) | 11 mai 1917       | 29 juin 1917       | Pris par l'Italie en 1918, démoli en 1920            |                                                             |
| SM U-40 (en) | Classe U-27 (en) | 21 avril 1917     | 4 août 1917        | Pris par l'Italie en 1918, démoli en 1920            |                                                             |
| SM U-41 (en) | Classe U-27 (en) | 11 novembre 1917  | 19 février 1918    | Pris par l'Italie en 1918, démoli en 1920            |                                                             |
| SM U-43 (en) | Classe U-43 (en) | 8 avril 1916      | 30 juillet 1917    | Pris par l'Italie en 1918, démoli en 1920            | Anciennement l’allemand SM UB-43                            |
| SM U-47 (en) | Classe U-43 (en) | 17 juin 1916      | 30 juillet 1917    | Pris par l'Italie en 1918, démoli en 1920            | Anciennement l’allemand SM UB-47                            |

### Autres
Les sous-marins dont la construction a commencé, mais qui n'ont pas été réalisés ou lancés au cours de Première Guerre mondiale sont inclus dans ce tableau.
| U-boot | Classe       | mise en cale le:/Lancé le:/Mis en service le: | Destin                       |
| ------ | ------------ | --------------------------------------------- | ---------------------------- |
| U-48   | classe U-48  | mis en cale, non lancé ou terminé             | démoli à la fin de la guerre |
| U-49   | classe U-48  | mis en cale, non lancé ou terminé             | démoli à la fin de la guerre |
| U-50   | classe U-50  | mis en cale, non lancé ou terminé             | démoli à la fin de la guerre |
| U-51   | classe U-50  | mis en cale, non lancé ou terminé             | démoli à la fin de la guerre |
| U-52   | classe U-52  | mis en cale, non lancé ou terminé             | démoli à la fin de la guerre |
| U-53   | classe U-52  | mis en cale, non lancé ou terminé             | démoli à la fin de la guerre |
| U-101  | classe U-101 | mis en cale, non lancé ou terminé             | démoli à la fin de la guerre |
| U-102  | classe U-101 | mis en cale, non lancé ou terminé             | démoli à la fin de la guerre |
| U-103  | classe U-101 | mis en cale, non lancé ou terminé             | démoli à la fin de la guerre |
| U-107  | classe U-107 | mis en cale, non lancé ou terminé             | démoli à la fin de la guerre |
| U-108  | classe U-107 | mis en cale, non lancé ou terminé             | démoli à la fin de la guerre |

## U-Boote allemands opérant sous drapeau austro-hongrois
Après que l'Italie est entrée dans la Première Guerre mondiale en déclarant la guerre à l'Autriche-Hongrie le 23 mai 1915, l'Allemagne a, liée par un traité, soutenu les Autrichiens dans les attaques contre les navires italiens, même si l'Allemagne et l'Italie n'étaient pas officiellement en guerre. En conséquence, les sous-marins allemands opérant en Méditerranée ont été assignés par des numéros austro-hongrois et à leurs drapeaux. Dans certains cas, les mêmes numéros austro-hongrois ont été affectés à différents sous-marins allemands. Après le 28 août 1916, lorsque l'Allemagne et l'Italie sont officiellement en guerre, la pratique s'est poursuivie, principalement pour éviter des accusations de détournement de nationalité. 

Cette pratique a été en grande partie arrêtée le 1er octobre 1916 à l'exception de quelques sous-marins qui ont poursuivi en utilisant les numéros austro-hongrois.
| Nom U-Boot austro-hongrois | Nom(s) U-Boot allemand |
| -------------------------- | ---------------------- |
| SM U-7                     | UB-7                   |
| SM U-8                     | UB-8                   |
| SM U-9                     | UB-3,                  |
| SM U-18                    | UC-14                  |
| SM U-19                    | UC-15                  |
| SM U-24                    | UC-12                  |
| SM U-25                    | UC-13                  |
| SM U-26                    | UB-14                  |
| SM U-33                    | U-33                   |
| SM U-34                    | U-34                   |
| SM U-35                    | U-35                   |
| SM U-36                    | U-21 U-47              |
| SM U-37                    | U-32                   |
| SM U-38                    | U-38                   |
| SM U-39                    | U-39                   |
| SM U-42                    | UB-42                  |
| SM U-44                    | UB-44                  |
| SM U-45                    | UB-45                  |
| SM U-46                    | UB-46                  |
| SM U-54                    | UB-128                 |
| SM U-55                    | UB-129                 |
| SM U-56                    | UB-130                 |
| SM U-57                    | UB-131                 |
| SM U-58                    | UB-132                 |
| SM U-60                    | UC-20                  |
| SM U-62                    | UC-22                  |
| SM U-63                    | UC-23 UC-63            |
| SM U-64                    | U-64                   |
| SM U-65                    | U-65                   |
| SM U-66                    | UB-66 UC-66            |
| SM U-67                    | UB-67                  |
| SM U-68                    | UB-68                  |
| SM U-69                    | UB-69 UC-69            |
| SM U-70                    | UB-70                  |
| SM U-71                    | UB-71                  |
| SM U-72                    | U-72                   |
| SM U-73                    | U-73                   |
| SM U-74                    | UC-34                  |
| SM U-75                    | UC-35                  |
| SM U-77                    | UC-37                  |
| SM U-78                    | UC-16 UC-38            |
| SM U-79                    | UB-48                  |
| SM U-80                    | UB-49                  |
| SM U-81                    | UB-50                  |
| SM U-82                    | UB-51                  |
| SM U-83                    | U-63 UB-52 UC-20 UC-23 |
| SM U-88                    | UC-24                  |
| SM U-89                    | UC-25                  |
| SM U-92                    | UC-73                  |
| SM U-93                    | UC-74                  |
| SM U-94                    | UC-52                  |
| SM U-95                    | UC-53                  |
| SM U-96                    | UC-54                  |
| SM U-97                    | UB-105                 |
| SM U-99                    | UC-103                 |
| SM U-110                   | UC-108                 |
| SM U-133                   | UB-133                 |
| SM U-134                   | UB-134                 |
| SM U-135                   | UB-135                 |
| SM U-146                   | UB-146                 |
| SM U-147                   | UB-147                 |

## Source
- (en) Cet article est partiellement ou en totalité issu de l’article de Wikipédia en anglais intitulé « List of Austro-Hungarian U-boats » (voir la liste des auteurs).